# دياتمار كوباور
دياتمار كوباور (بالألمانية: Dietmar Kühbauer)‏ (مواليد 4 أبريل 1971) هو لاعب كرة قدم. يلعب مع منتخب النمسا لكرة القدم. سبق له أن لعب في كأس العالم لكرة القدم مع منتخب بلاده.

## روابط خارجية
- دياتمار كوباور على موقع الاتحاد الدولي (مؤرشف)  (الإنجليزية)
- دياتمار كوباور على موقع الاتحاد الأوربي (الإنجليزية)
- دياتمار كوباور على موقع قاعدة بيانات كرة القدم.إي يو (الإنجليزية)
- دياتمار كوباور على موقع ناشيونال فوتبول تيمز (الإنجليزية)
- دياتمار كوباور على موقع عالم كرة القدم.نت (الإنجليزية)